# Katarzyna Wilkowiecka
Katarzyna Dorota Wilkowiecka (ur. 7 sierpnia 1974 w Łodzi) – polska dyplomatka. Konsul Generalna w Chengdu (2015–2019).

## Życiorys
Ukończyła studia na Akademii Ekonomicznej w Krakowie z tytułem magistra ekonomii (1998). Od zakończenia studiów pracuje w MSZ na różnych stanowiskach w centrali (m.in. Departamencie Unii Europejskiej, Departamencie Ameryki, Departamencie Polonii i, jako wicedyrektorka, w Departamencie Azji i Pacyfiku) i na placówkach zagranicznych. W latach 2007–2012 pracowała w ambasadzie RP w Kuala Lumpur, w tym przez około rok jako chargé d’affaires a.i. (2009–2011), która była akredytowana również w Brunei Darussalam i na Filipinach. Pracowała także w Wiedniu i Berlinie. Od 2 listopada 2015 do 2019 pełniła funkcję Konsul Generalnej w Chengdu. W 2021 została kierowniczką Wydziału Ekonomicznego Ambasady RP w Pekinie. 
W 2001 uzyskała nominację na urzędniczkę służby cywilnej. Posługuje się językami: angielskim, niemieckim i hiszpańskim i, w stopniu podstawowym, chińskim.